# 小室良七
小室 良七（こむろ りょうしち、幼名・彦次郎、1862年4月25日（文久2年3月27日） - 1929年（昭和4年）9月2日）は、日本の政治家、商人（砂糖商）、実業家。館林貯蓄銀行、四十銀行、八十一銀行、東海銀行各取締役。上毛モスリン監査役。族籍は群馬県平民。

## 人物
館林町（現・館林市）に生まれた。小室良之助の長男。幼名は彦次郎。家は代々砂糖販売を営み、彦次郎は第3代に当たる。「砂糖小室」の名は遠近に聞こえていた。
幼にして善導寺住職満成和尚に就き漢学及び書を学んだ。1883年12月、家督を相続し父祖伝来の業に従事した。1886年10月、襲名して良七と改めた。1889年、新町村制が実施され4月町会議員の選挙が行われた。良七は挙げられて議員となった。以来改選毎に必ず当選の栄を得て連続9回在職実に40年に及んだ。1899年、1911年には郡会議員に挙げられた。
実業界にあっては1891年1月、第四十国立銀行取締役に挙げられてより、同行が八十一銀行、東海銀行等と組織を変更するも引き続きその職を離れず1927年に及んだ。その他館林貯蓄銀行、上毛モスリン会社、日清製粉会社等の重役として活躍した。住所は群馬県邑楽郡館林町。

## 家族・親族
小室家
- 父・良之助[5][7]
- 母・とき（1859年 - ?、東京、岡本数馬の長女）[5]
- 弟・邦三郎（1892年 - ?、群馬、小室國蔵の養子となる）[5][7]
- 妹
  - ぬい[5]
  - ゑさ（栃木、柴田豊次郎の妻）[5]
- 妻・とも（1864年 - ?、埼玉、堀越庭七郎の六女）[5][7]
- 養子・忠太郎（1897年 - ?、柴田セイの兄）[5][7]
  - 同妻・いね（1901年 - ?、群馬、原勢銕之助の長女）[7]
  - 同長男[7]
- 孫[7]